# Sonetti a Orfeo
I Sonetti a Orfeo (titolo orig. Die Sonette an Orpheus) sono un ciclo di 55 sonetti scritti da Rainer Maria Rilke (1875-1926) allo Château de Muzot, in Svizzera, tra il 2 e il 23 febbraio 1922 e pubblicati l'anno seguente. 
Rilke, oggi "ampiamente riconosciuto come uno dei poeti di lingua tedesca più liricamente intensi", scrisse il ciclo sperimentando quella che descrisse come una "tempesta creativa selvaggia". Ispirato dalla notizia della morte di Wera Ouckama Knoop (1900-1919), una compagna di giochi della figlia di Rilke, Ruth, li dedicò come un memoriale, o Grab-Mal (letteralmente "lapide"), alla sua memoria. 
Nello stesso periodo, nel febbraio 1922, Rilke aveva completato il lavoro sulla sua raccolta di dieci poesie profondamente filosofiche e mistiche intitolata Elegie duinesi, che gli aveva richiesto ben dieci anni per essere conclusa. I Sonetti ad Orfeo e le Elegie duinesi, che ne riprende le tematiche, sono considerati i capolavori di Rilke e le massime espressioni del suo talento. Il poeta descrive questo periodo di ispirazione come "un innominato turbine".
Rilke risponde alla caducità, alla morte come dato ineluttabile dell'esistenza con un'accettazione totale dell'esistenza che richiama Nietzsche.

## Genesi e pubblicazione
Per gran parte degli Anni Dieci, Rilke aveva sofferto di una grave depressione che gli aveva impedito di scrivere. Aveva iniziato le sue Elegie duinesi nel 1912 e ne aveva completate parti nel 1913 e nel 1915 prima di essere reso silente da una crisi psicologica causata dagli eventi della Prima Guerra Mondiale e dalla sua breve coscrizione nell'esercito Austro-Ungarico. Solo nel 1920 fu motivato a concentrarsi sul completamento delle Elegie. Tuttavia, per i successivi due anni, il suo stile di vita fu instabile e non gli concesse il tempo o lo stato mentale di cui aveva bisogno per la sua scrittura.
Nel 1921, Rilke si recò in Svizzera, sperando di immergersi nella cultura francese vicino a Ginevra e di trovare un posto dove vivere in modo permanente. All'epoca, egli era sentimentalmente coinvolto con Baladine Klossowska. Su invito di Werner Reinhart, Rilke si trasferì nel Castello di Muzot, un maniero del XIII secolo privo di gas ed elettricità, situato vicino a Veyras, nella valle del Rodano, in Svizzera. Reinhart, un mercante svizzero e clarinettista dilettante, usò la sua ricchezza per fungere da mecenate per molti scrittori e compositori del XX secolo. Acquistò Muzot per consentire a Rilke di vivere lì senza pagare l'affitto e di concentrarsi sul suo lavoro. Rilke e Klossowska vi si trasferirono nel luglio 1921 e durante l'autunno Rilke tradusse in tedesco gli scritti di Paul Valéry e Michelangelo.
Appresa la notizia della morte dell'amica di sua figlia, Wera Knoop, Rilke fu ispirato a creare e a mettersi al lavoro sui Sonetti a Orfeo. Nel giro di pochi giorni, tra il 2 e il 5 febbraio 1922, completò la prima sezione di 26 sonetti. Per i giorni successivi, si concentrò sulle Elegie duinesi, completandole la sera dell'11 febbraio. Subito dopo, tornò a lavorare sui Sonetti e completò la seguente sezione di 29 sonetti in meno di due settimane. Nelle lettere agli amici, Rilke si riferiva a questo periodo di tre settimane come a una "tempesta creativa selvaggia". Rilke considerava entrambe le raccolte "della stessa nascita". Scrivendo alla sua ex amante, Lou Andreas-Salomé, l'11 febbraio, descrisse questo periodo come «...una tempesta sconfinata, un uragano dello spirito, e qualunque cosa dentro di me sia come filo e ragnatela, struttura, tutto si è incrinato e piegato. Nessun pensiero di cibo».
In tutti i Sonetti, Wera appare in frequenti riferimenti a lei, sia diretti quando la chiama per nome, sia indiretti come allusioni a una "ballerina" o alla mitica Euridice. In seguito, Rilke scrisse alla madre della giovane ragazza affermando che il fantasma di Wera lo stava "comandando e spingendo" a scrivere.

## Forma e stile
La sequenza è composta da 55 sonetti, divisi in due sezioni: la prima di 26 e la seconda di 29. I sonetti seguono determinate tendenze, ma includono molte forme diverse. Tutti i sonetti sono composti da due quartine seguite da due terzine.
La tradizione del sonetto non è così pronunciata nella letteratura tedesca come lo è, ad esempio, nella letteratura inglese e italiana. Un possibile modello per Rilke potrebbe essere stato Les Fleurs du Mal di Charles Baudelaire. Creare poesie in cicli interi era piuttosto comune nella pratica contemporanea, le opere di Stefan George, Arthur Rimbaud e Stéphane Mallarmé ne sono esempi. Rilke non si attiene affatto agli standard formali del sonetto tedesco creato da August Schlegel. Gli schemi di rima variano e sono generalmente ABAB CDCD o ABBA CDDC nei quartetti e EEF GGF, EFG EFG o EFG GFE nelle terzine. Anche i sonetti sono tutti metrici, ma i loro metri variano molto di più tra le poesie; dattilico e trocaico sono i piedi più comuni, con lunghezza del verso che varia molto, a volte anche all'interno di un particolare sonetto. A causa del frequente uso dell'enjambement, Rilke rompe persino la struttura del verso. Le difficoltà nella comprensione del testo derivano da pronomi privi di un chiaro riferimento.

## Edizioni italiane
- I sonetti a Orfeo, trad. di Vincenzo Errante, tre versioni fra il 1929-1930; in Liriche e Prose, Firenze, Sansoni, 1993.
- I sonetti a Orfeo, traduzione di Raffaello Prati, Roma, Edizioni di Circoli, 1937. - nuova ed., commento di R. Prati, Milano, Cederna, 1948.
- I sonetti a Orfeo, trad. di Giaime Pintor, in Poesie, Torino, Einaudi, 1942; IV ed. accresciuta, Einaudi, 1948; Prefazione di Franco Fortini, Einaudi, 2003.
- Sonetti a Orfeo, trad. di Claudio Groff ed Elisabetta Potthoff, Nota introduttiva di Ulrich Fülleborn, commento di E. Putthoff, Biblioteca Germanica n.11, Milano, Marcos y Marcos, 1986, 1990, 1996, ISBN 978-88-716-8030-9; Collana Biblioteca letteraria nord-sud, Bellinzona, Casagrande, 1989, ISBN 978-88-779-5030-7.
- Sonetti a Orfeo e Poesie sparse, trad. e cura di Giacomo Cacciapaglia, Collezione Biblioteca, Pordenone, Edizioni Studio Tesi, febbraio 1990, ISBN 978-88-769-2213-8.
- I sonetti a Orfeo, trad. e cura di Franco Rella, Collana UEF. I Classici, Milano, Feltrinelli, 1991, ISBN 978-88-078-2025-0.
- Sonetti a Orfeo, versione ritmica e percorsi paralleli nella prosa epistolare, trad. e cura di Marino Marchello, Bologna, Editografica, 1992.
- in  Poesie II. 1908-1926, traduzione di Giacomo Cacciapaglia, a cura di Giuliano Baioni e Andreina Lavagetto, Collana Biblioteca della Pléiade, Torino, Einaudi, 1995, ISBN 978-88-446-0024-2. - Collana ET Poesia n.788, Einaudi, 2007, ISBN 978-88-061-7438-5.
- Sonetti a Orfeo, trad. e cura di Mario Ajazzi Mancini, Collana Grandi Tascabili Economici n.440, Roma, Newton Compton, 1997, ISBN 978-88-818-3755-7.
- I sonetti a Orfeo, traduzione di Rina Sara Virgillito, Prefazione di Maddalena Longo, Collana I grandi libri, Milano, Garzanti, 2000, ISBN 978-88-115-8828-3.
- I sonetti a Orfeo, traduzione di Sabrina Mori Carmignani, Collana Poesia, Bagno a Ripoli, Passigli, 2006, ISBN 978-88-368-0977-6.
- I sonetti a Orfeo, tradotti in verso e rima italiani da Carlo Testa, con uno scritto di Claudio Magris, Collana Le forme dell'immaginario, Bergamo, Moretti & Vitali, 2014, ISBN 978-88-718-6576-8.
- Sonetti a Orfeo, rivisitati in lingua italiana da Piero Marelli, Introduzione di Maria Teresa Parolini, Collana Labirinti, Milano, La Vita Felice, 2017, ISBN 978-88-934-6091-0.
- Elegie duinesi. I sonetti a Orfeo, traduzione di e cura di Carlo Ferrucci, Collana Alter, Roma, Ensemble, 2021, ISBN 978-88-688-1817-3.
- I sonetti a Orfeo, traduzione di Riccardo Held, Collana Lo specchio, Milano, Mondadori, 2025, ISBN 978-88-047-8381-7.
- Elegie duinesi e Sonetti a Orfeo, trad. e cura di Nino Muzzi, Arcidosso (Grosseto), C&P Adver Effigi, 2025, ISBN 978-88-552-4846-4.